# Шампионат на Кабо Верде по футбол
Шампионатът на Кабо Верде по футбол (на португалски: Campeonato Caboverdiano de Futebol) е първенството на висшата футболна лига в Кабо Верде, водеща своето начало от 1953 г.

## Формат на съревнованието
В съвременния формат на Кампеонато Насионал спорят 12 отбора. Това са шампионите в регионалните дивизии на девет от десетте населени острова. Най-големите Сантяго и Санто Антао имат по двама представители излъчени от регионалните надпревари. Директно се присъединява и шампиона от предишния сезон, без да преминава през предварителни турнири. 12 отбора се разпределят в три групи, като победителите и най-добрия втори отбор, продължават към полуфиналите. Телевизионните права се държат от държавния канал RTC (Радиотелевизао Кабовердиана). Това е първата телевизия, която излъчва мачове от Португалия и Бразилия..

## Отборите достигнали до финалната фаза през 2018
Група А
- „Академика“ (Порто Ново, о. Санто Антао)
- „Академика“ (Прая, о. Сантяго)
- „Минделензе“ (Минделу, о. Сао Висенте)
- „Спорт Сал Рей Клуб“ (Сал Рей, о. Боа Вища)

Група B
- „Белу-Оризонти“ (Жункалиню, о. Сао Николау)
- „Морабеса“ (Нова Синтра, о. Брава)
- „Скорпион Вермелю“ (Санта Крус, о. Сантяго)
- „Оз Фогетоеш“ (Ейту, о. Санто Антао)

Група C
- „Барейрензе“ (Барейру, о. Майо)
- „Вулканикус“ (Сан Филипи, о. Фого)
- „Палмейра“ (Санта Мария, о. Сал)
- „Спортинг“ (Прая, о. Сантяго)

## Шампионите
| Клуб                   | Град        | Титли | Сезони                                                                 |
| ---------------------- | ----------- | ----- | ---------------------------------------------------------------------- |
| Минделензе             | Минделу     | 12    | 1976, 1977, 1981, 1988, 1990, 1992, 1998, 2011, 2013, 2014, 2015, 2016 |
| Спортинг               | Прая        | 10    | 1985, 1991, 1997, 2002, 2006, 2007, 2008, 2009, 2012, 2017             |
| Дерби                  | Минделу     | 3     | 1984, 2000, 2005                                                       |
| Боависта               | Прая        | 3     | 1987, 1995, 2010                                                       |
| Травадореш             | Прая        | 2     | 1994, 1996                                                             |
| Академика              | Прая        | 2     | 1965, 2018                                                             |
| Ботафого               | Сан Филипи  | 1     | 1980                                                                   |
| Академику              | Сал Рей     | 1     | 1983                                                                   |
| Академика              | Минделу     | 1     | 1989                                                                   |
| Академика              | Испаргус    | 1     | 1993                                                                   |
| Амарантеш              | Минделу     | 1     | 1999                                                                   |
| Онзе Унидош            | Вила ду Маю | 1     | 2001                                                                   |
| Академика ду Аеропорту | Испаргус    | 1     | 2003                                                                   |
| Спорт Сал Рей          | Сал Рей     | 1     | 2004                                                                   |

#### Шампиони по островите
| Остров      | Титли | Сезони                                                                                               |
| ----------- | ----- | --- |
| Сао Висенте | 17    | 1976, 1977, 1981, 1984, 1988, 1989, 1990, 1992, 1998, 1999, 2000, 2005, 2011, 2013, 2014, 2015, 2016 |
| Сантяго     | 16    | 1985, 1987, 1991, 1994, 1995, 1996, 1997, 2000, 2006, 2007, 2008, 2009, 2010, 2012, 2017, 2018       |
| Сал         | 2     | 1993, 2003                                                                                           |
| Фого        | 1     | 1980                                                                                                 |
| Боа Вища    | 1     | 1983                                                                                                 |
| Майо        | 1     | 1996                                                                                                 |